# Vestalaria velata
Vestalaria velata – gatunek ważki z rodziny świteziankowatych (Calopterygidae).